# Scott Altman
Scott Douglas Altman, född 15 augusti 1959 i Lincoln, Illinois, är en amerikansk astronaut.
Under sin tid som flygare för USA:s flotta gjorde han flera av stuntflygningarna för filmen Top Gun från 1986.
Altman blev uttagen i astronautgrupp 15 den 9 december 1994.

## Rymdfärder
- Columbia - STS-90
- Atlantis - STS-106
- Columbia - STS-109
- Atlantis - STS-125 sista servicefärden till rymdteleskopet Hubble.